# Innocents
| Совокупная оценка | Совокупная оценка |
| Источник          | Оценка            |
| ----------------- | ----------------- |
| Metacritic        | 60/100            |
| Оценки критиков   |                   |
| Источник          | Оценка            |
| Allmusic          | [ 2 ]             |
| Drowned in Sound  | 7/10              |
| Filter            | 88%               |
| musicOMH          | [ 5 ]             |
| NME               | 4/10              |
| Rolling Stone     | [ 7 ]             |
| The Scotsman      | [ 8 ]             |
| Spin              | 8/10              |
| Uncut             | [ 10 ]            |

Innocents («Невинные») — одиннадцатый студийный альбом американского электронного исполнителя Моби, издан в сентябре 2013 года. Моби анонсировал выход альбома на своём канале на Youtube и на официальном сайте 1 июля 2013 года.

## История
14 апреля 2013 Моби выпустил 7-дюймовую запись под названием The Lonely Night с участием Марка Ланегана, бывшего вокалиста гранж-группы Screaming Trees. На своём сайте Моби называет The Lonely Night первым выпущенным треком альбома Innocents, но не первым его синглом. Клип на песню был срежиссирован Колином Ричем. О записи Моби писал:

Я очень рад иметь экспериментальный клип от великого мастера по видео, и я считаю, что медленные и тяжёлые виды пустыни идеально подходят под эту музыку.
Оригинальный текст (англ.)I’m really excited to have an experimental music video from this great video artist, and I feel like the slow, rich, and languorous desert visuals fit the song perfectly.

Спустя некоторое время трек был выложен в интернет вместе с ремиксами от Photek, Gregor Tresher, Freescha и самого Моби.
1 июля Моби анонсировал выпуск альбома под названием Innocents. В тот же день был выпущен первый официальный сингл с этого альбома, «A Case for Shame». Innocents записывался в течение предыдущих восемнадцати месяцев и был готов к выпуску в октябре. Однако при предзаказе, по неизвестным причинам, была указана дата 30 сентября. Весь альбом был записан в домашней студии в квартире Моби. Как и в случае с Destroyed, фотографии альбома сняты самим Моби. Альбом был спродюсирован обладателем премии «Грэмми» Марком Стентом, прежде работавшим с Muse, Depeche Mode, Бьорк, U2 и Coldplay.
На альбоме присутствуют приглашённые исполнители и вокалисты: группа Cold Specks (появляющаяся на двух треках из альбома), Уэйн Койн (The Flaming Lips), Марк Ланеган (Screaming Trees, Queens of the Stone Age), Дамьен Джурадо, Скайлар Грей и Иньян Бэссей, ранее появлявшейся на Destroyed.

## Продвижение
Официальный тур по Innocents состоял из трёх шоу, которые прошли в Лос-Анджелесе.

## Ограниченное издание
При предзаказе с сайта Моби или с сайта GalleryAC к делюкс-версии прилагается мини-альбом под названием Everyone is Gone («Все исчезли»).

## Список композиций
| №   | Название                                | Длительность |
| --- | --------------------------------------- | ------------ |
| 1.  | «Everything that Rises»                 | 4:38         |
| 2.  | «A Case for Shame» (с Cold Specks)      | 6:05         |
| 3.  | «Almost Home» (с Дамьеном Джурадо)      | 6:00         |
| 4.  | «Going Wrong»                           | 3:44         |
| 5.  | «The Perfect Life» (с Уэйном Койном)    | 6:03         |
| 6.  | «The Last Day» (со Скайлар Грей)        | 4:41         |
| 7.  | «Don’t Love Me» (с Иньян Бэссей)        | 4:20         |
| 8.  | «A Long Time»                           | 4:31         |
| 9.  | «Saints»                                | 4:34         |
| 10. | «Tell Me» (с Cold Specks)               | 5:33         |
| 11. | «The Lonely Night» (с Марком Ланеганом) | 4:53         |
| 12. | «The Dogs»                              | 9:25         |

Everyone Is Gone
| №  | Название           | Длительность |
| -- | ------------------ | ------------ |
| 1. | «I Tried»          |              |
| 2. | «Illot Motto»      |              |
| 3. | «Miss Lantern»     |              |
| 4. | «Blindness»        |              |
| 5. | «Everyone Is Gone» |              |
| 6. | «My Machines»      |              |